# 박종윤 (1982년)
박종윤(朴鐘潤, 1982년 4월 11일 ~ )은 전 KBO 리그 롯데 자이언츠의 내야수이자, 현 김천대학교 GU스포츠단(야구부) 감독이다. 개명 전 이름은 '박승종'이며 중학교(울산제일중)까지 울산에서 생활했고 이로 인해 롯데의 울산 홈경기(2014년부터) 당시 본인(박종윤)의 인기가 제일 많았지만  역대 롯데 부산 지역 고등학교 출신 두자릿수 홈런타자 중 초등학교부터 부산에서 다니지 않은 선수는 전무했다.

## 선수 시절

### 롯데 자이언츠시절
2001년에 2차 4순위(전체 33순위) 지명을 받아 입단하였다. 2002년에 1군에 처음 올라왔다.

## 상무 야구단시절
2002년 시즌 후에 입대하였다.

### 롯데 자이언츠복귀
군 복무를 마친 후 2005년부터 본격적으로 1군 경력을 쌓기 시작하였다. 2008년 12월 7일 울산에서 초등학교 동창과 결혼식을 가졌다. 그의 플레이 스타일은 다른 1루수들에 비해 공격적이기보다는 수비적이다. 높은 공에는 약점을 노출하기도 한다. 2010년 5월 11일 SK전에서 정우람을 상대로 데뷔 첫 만루 홈런을 기록했다. 2011년 5월 17일 SK전에서 고효준을 상대로 통산 두 번째 만루 홈런을 때려서 승리를 이끌었다. 2012년에 이대호가 일본에 진출하자 이듬해부터 팀의 주전 1루수로 출장해 실질적인 첫 풀 타임 시즌을 맞았다.
2012년 9월 20일 넥센전에서 김병현이 던진 공을 쳐내 파울 타구에 바운드된 공이 그의 얼굴 정면을 때려 왼쪽 광대뼈가 함몰되는 바람에 2012년 시즌 막판에 전력에서 잠시 이탈했고, 한양대학교 병원에서 수술을 받아 입원한 후 1군에 복귀했다.

## 야구선수 은퇴 후
2022년부터 김천대학교의 GU스포츠단(야구부) 감독으로 활동한다.

## 별명
- 낮은 공을 잘 걷어올리는 어퍼 스윙을 잘 하는 선수 중 한 명이어서 온라인 골프게임 이름인 '팡야'라고 불린다.

## 트리비아
- 그는 골프를 치면 비거리 300~350 야드가 나온다고 한다.[8])

## 출신 학교
- 구영초등학교
- 울산제일중학교
- 포항제철공업고등학교

## 통산 기록
| 연도 | 팀명   | 타율  | 경기 | 타수 | 안타 | 2루타 | 3루타 | 홈런 | 타점 | 득점 | 도루 | 도실 | 볼넷 | 사구 | 삼진 | 병살 | 실책 |
| ---- | ------ | ----- | ---- | ---- | ---- | ----- | ----- | ---- | ---- | ---- | ---- | ---- | ---- | ---- | ---- | ---- | ---- |
| 2002 | 롯데   | 0.241 | 10   | 29   | 7    | 1     | 0     | 0    | 5    | 2    | 0    | 0    | 1    | 0    | 11   | 0    | 2    |
| 2005 | 롯데   | 0.000 | 6    | 7    | 0    | 0     | 0     | 0    | 0    | 1    | 0    | 0    | 0    | 1    | 2    | 0    | 0    |
| 2007 | 롯데   | 0.222 | 8    | 9    | 2    | 1     | 1     | 0    | 1    | 1    | 0    | 0    | 0    | 0    | 1    | 1    | 0    |
| 2008 | 롯데   | 0.206 | 15   | 34   | 7    | 1     | 0     | 2    | 4    | 5    | 0    | 0    | 0    | 1    | 11   | 0    | 1    |
| 2009 | 롯데   | 0.260 | 47   | 123  | 32   | 8     | 1     | 2    | 19   | 9    | 0    | 1    | 3    | 6    | 23   | 7    | 3    |
| 2010 | 롯데   | 0.257 | 110  | 307  | 79   | 17    | 2     | 8    | 51   | 32   | 5    | 4    | 10   | 2    | 49   | 12   | 3    |
| 2011 | 롯데   | 0.282 | 111  | 149  | 42   | 7     | 0     | 2    | 29   | 24   | 3    | 2    | 7    | 0    | 27   | 3    | 4    |
| 2012 | 롯데   | 0.257 | 121  | 416  | 107  | 19    | 4     | 9    | 47   | 41   | 5    | 2    | 22   | 5    | 64   | 10   | 7    |
| 2013 | 롯데   | 0.255 | 115  | 381  | 97   | 24    | 2     | 7    | 58   | 37   | 4    | 2    | 21   | 5    | 56   | 9    | 4    |
| 2014 | 롯데   | 0.309 | 123  | 440  | 136  | 31    | 4     | 7    | 73   | 59   | 0    | 2    | 22   | 4    | 65   | 10   | 5    |
| 2015 | 롯데   | 0.255 | 98   | 314  | 80   | 11    | 3     | 4    | 28   | 29   | 0    | 1    | 7    | 3    | 38   | 11   | 4    |
| 2016 | 롯데   | 0.282 | 73   | 195  | 55   | 5     | 1     | 1    | 17   | 24   | 3    | 2    | 10   | 2    | 25   | 4    | 3    |
| 통산 | 12시즌 | 0.268 | 837  | 2404 | 644  | 125   | 18    | 42   | 332  | 264  | 20   | 16   | 103  | 29   | 372  | 67   | 36   |